# Ataxigamia
Ataxigamia es un género de insectos blatodeos (cucarachas) de la familia Blaberidae, subfamilia Epilamprinae.
Dos especies pertenece a este género:
- Ataxigamia bicolor Shelford, 1910
- Ataxigamia tatei Tepper, 1893

## Distribución geográfica
Se pueden encontrar en Australia.